# 藤田整
藤田 整（ふじた せい、1928年 - 2018年）は、日本の経済学者。専門は社会主義経済、ソビエト経済。大阪市立大学名誉教授、大阪経済法科大学名誉教授。
大阪市立大学経済学部長、大阪経済法科大学学長、比較経済体制学会代表幹事等を歴任した。

## 人物・経歴
京都府生まれ。父は経済学者の藤田敬三（大阪市立大学名誉教授、大阪経済大学第3代学長）。大阪府立北野高等学校定時制を経て、1955年一橋大学経済学部卒業。1961年一橋大学大学院社会学研究科博士課程修了。指導教官野々村一雄。1965年『社会主義経済と価値法則』で一橋大学社会学博士。審査員野々村一雄、高島善哉、岡稔。
1963年大阪市立大学経済学部講師。1966年助教授。1972年モスクワ大学及びグラスゴー大学に留学。1975年大阪市立大学経済学部教授。1981年経済学部長。1983年大阪市立大学・レニングラード国立大学学術交流委員会委員長。1988年大阪市立大学史料室（現大学史資料室）初代運営委員長。1991年大阪市立大学定年退職、名誉教授、大阪経済法科大学経済学部教授。2001年大阪経済法科大学学長。2007年大阪経済法科大学名誉教授。
野々村一雄や岡稔、宮鍋幟により当時日本のソビエト経済研究の一大拠点となっていた一橋大学経済研究所で学び、社会主義経済、ソビエト経済を専門とした。比較経済体制学会代表幹事、財団法人向ヶ丘町自治会館理事等も務めた。

## 著作

### 著書
- 『社会主義経済と価値法則』日本評論社 1967年
- 『ソヴエト商品生産論 : 社会主義経済におけるその半永久的存続』世界思想社 1991年
- 『大学に「卒業」は無用 : 学校教育活性化のための提案』人文書院 2000年
- 『大学卒業制度の崩壊 : 策は「大学設置基準」第三十二条の廃止にあり』文芸社 2007年

### 訳書
- モーリス・ドッブ『現代経済体制論 : 経済発展と計画経済』（玉井龍象と共訳）新評論 1970年